# 张宗烨
张宗烨（1935年1月29日—），出生于北京，祖籍浙江杭州，核理论物理学家、中国科学院院士，著名哲学家张东荪之女，物理学家张宗燧之妹。

## 生平
张宗烨于1956年毕业于北京大学物理系，先后任职于中国科学院原子能研究所、高能物理研究所。她曾在原子核相干结构、超核超对称结构、核力夸克模型等方面作出过贡献，并获得过中科院科技成果三等奖、科技进步二等奖、自然科学二等奖等奖项。1984年起，先后六次赴德国蒂宾根大学理论物理研究所进行原子核理论研究。1999年当选为中国科学院数学物理学部院士。